# Черемха (Псковская область)
Черемха — деревня в Гдовском районе Псковской области России. Входит в состав городского поселения «Гдов» Гдовского района.
Расположена в 14 км к востоку от Гдова, на правом берегу реки Черма.

## Население
Численность населения деревни по оценке на 2000 год составляет 3 человека, по переписи 2002 года — 3 человека.

## История
Деревня Черемшина упоминается в Писцовых Книгах 1585-87 гг. как центр Черемоской губы Гдовского уезда.
До 2005 года деревня входила в состав ныне упразднённой Гдовской волости.